# Telemadrid

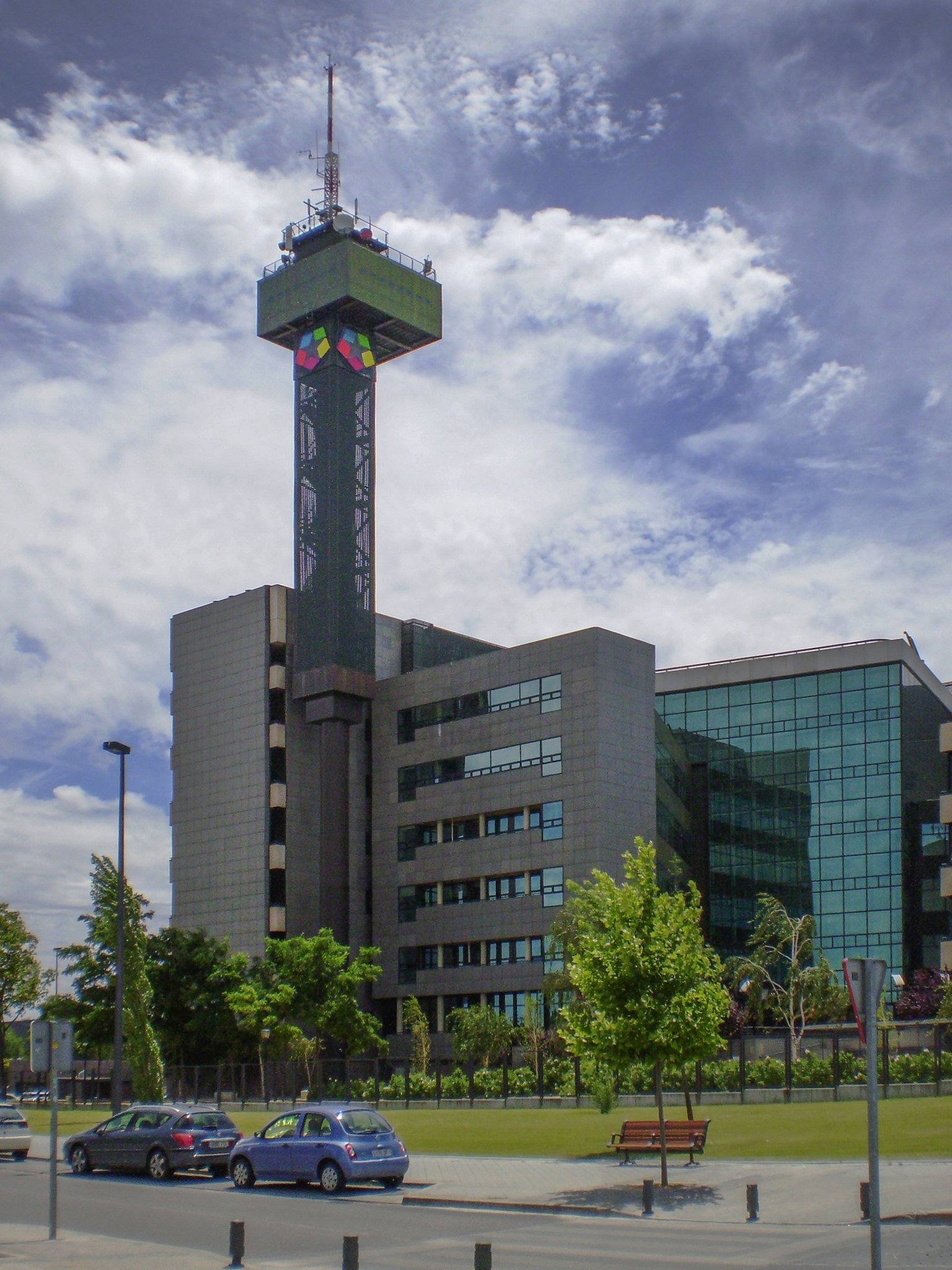
Seu principal de Telemadrid a la Ciutat de la Imatge (Pozuelo de Alarcón).

Telemadrid és el primer canal de televisió autonòmic de la Comunitat de Madrid i el cinquè creat a nivell estatal, després de les televisions de Catalunya, Euskadi, Galícia i Andalusia.
Afiliat a la FORTA des del seu naixement, és una cadena pública que pertany en exclusiva al govern autonòmic. Va començar la seva emissió el 2 de maig de 1989, dia de la Comunitat de Madrid. Des de sempre, en la seva programació han predominat els programes informatius, orientats cap a la població de la regió, amb especial èmfasi en la informació política nacional.

## Història

### Primers anys
Durant els seus primers anys de vida, va ocupar les instal·lacions de l'Agència EFE, on va sofrir un atemptat terrorista sense víctimes, que va ser cobert en directe per la mateixa cadena. L'11 de març de 1997, després d'un notable esforç, es va inaugurar la seva actual seu central, que es troba a la Ciudad de la Imagen, a Pozuelo de Alarcón (Madrid).
L'edifici, qualificat d'especial interès en el Dia Mundial de l'Arquitectura d'octubre de 1997, alberga tots els centres de producció de l'ens radotelevisiu.

### L'era digital
L'any 2001 marca un punt d'inflexió en la història de la cadena, que va ser la primera autonòmica a emetre a través de l'actual sistema digital TDT. El 19 de març de 2001, després d'un any en proves, el president de la Comunitat de Madrid, Alberto Ruiz-Gallardón, va inaugurar l'emissió de laOtra, un segon canal autonòmic en exclusiva per al sistema de Televisió Digital Terrestre.
Durant els seus primers anys es va centrar en programes de contingut cultural, proposant un nou model de televisió amb formats nous, centrats en la música, la literatura, l'art i els moviments alternatius. Aquest segon canal va sofrir una reestructuració el 2006, quan es van iniciar les seves emissions en analògic. A partir d'aquest moment, els antics continguts de laOtra, van començar a compartir temps amb redifusions del primer canal i amb programes informatius, esportius i infantils.

### Denúncia per partidisme

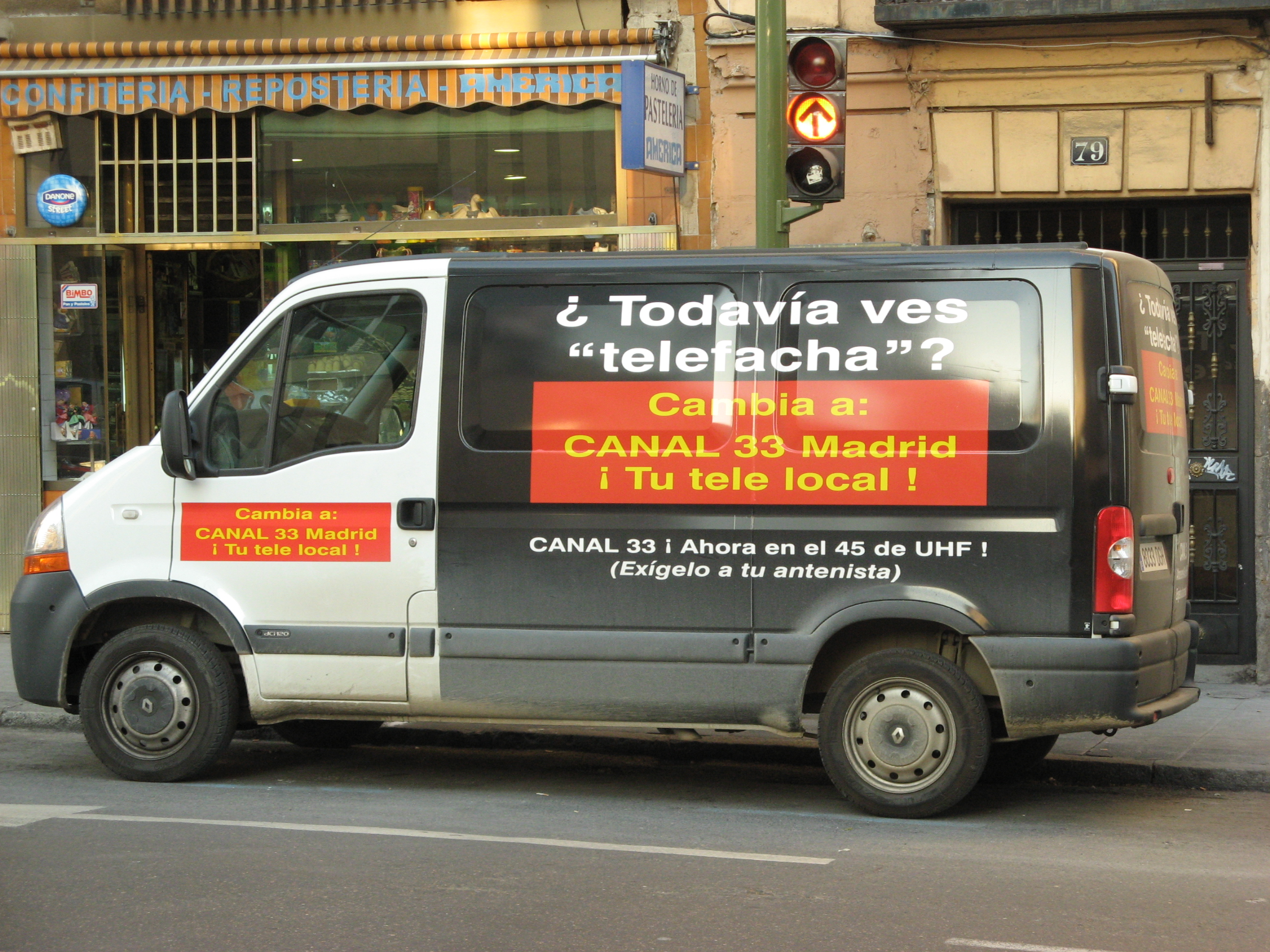
Missatge publicitari que qualifica de "fatxa" la cadena madrilenya al·ludint a les denúncies de presumpta parcialitat en l'emissora dutes fins al Parlament Europeu i protegides pels treballadors.

Durant el govern d'Esperanza Aguirre en la Comunitat de Madrid entre 2003 i 2007 i la gestió del director nomenat pel seu govern, Manuel Soriano, l'oposició política i col·lectius de treballadors van criticar en diverses ocasions la parcialitat dels serveis informatius de la cadena, sent aquest fet negat pel govern autonòmic, el que va conduir a un conflicte laboral el 2006 caracteritzat per diverses mobilitzacions i protestes, que es van dur a la Comissió de Peticions del Parlament Europeu, a càrrec d'investigar violacions del dret comunitari, que va acceptar investigar si el tractament informatiu de la cadena va poder vulnerar l'art. 11 de la Carta de Drets Fonamentals de la UE, que recull en el seu text la "llibertat d'opinió i la llibertat de rebre o comunicar informacions o idees sense que pugui haver ingerències d'autoritats públiques".
Per la seva banda, el govern regional de la Comunitat de Madrid va atribuir les protestes a interessos partidistes. El 14 d'abril de 2007 es va formar un partit polític anomenat Salvemos Telemadrid format pels treballadors de Telemadrid en el qual es denuncia la manipulació per part de la direcció de la cadena.
Un exemple de la parcialitat del canal, denunciada pels treballadors, la trobem en el documental Ciudadanos de segunda.

## Programació
La programació de Telemadrid sempre ha girat entorn de la vida dels madrilenys, centrant-se en la informació, els esports, la programació infantil i l'emissió de sèries i pel·lícules. Alguns dels seus formats han estat exportats a altres televisions autonòmiques i, fins i tot, a altres televisions nacionals, com Buenos Días, Madrid o Madrid Directo.

### Programes emesos
- Sobre Madrid
  - La banda de Telemadrid
  - Cyberclub
  - Top Madrid
  - Todo Madrid
  - Gran Via
  - Sucedió en Madrid
  - En pleno Madrid
  - Madrid se mueve

- Informatius
  - Telenoticias
  - Círculo a primera hora
  - Alto y claro
  - Diaro de la noche
  - Mi cámara y yo
  - Telenoticias sin fronteras

- Esportius
  - En acción
  - Información taurina
  - Fútbol es fútbol